# Raionul Lenine, Crimeea
Lenine (în ucraineană Ленінський район, transliterat: Leninskîi raion) este un raion în Republica Autonomă Crimeea, Ucraina. Reședința sa este așezarea de tip urban Lenine.

## Demografie
Componența lingvistică a raionului Lenine
     Rusă (70,39%)
     Tătară crimeeană (14,8%)
     Ucraineană (10,57%)
     Alte limbi (0,63%)
Conform recensământului din 2001, majoritatea populației raionului Lenine era vorbitoare de rusă (70,39%), existând în minoritate și vorbitori de tătară crimeeană (14,8%) și ucraineană (10,57%).